# Chioma Ajunwa
Chioma Ajunwa (ur. 25 grudnia 1970 w Umuihiokwu, w stanie Imo) – nigeryjska lekkoatletka (skoczkinki w dal, sprinterka) i piłkarka nożna, mistrzyni olimpijska.

## Życiorys
Początkowo Ajunwa uprawiała dwie dyscypliny sportu: lekkoatletykę i piłkę nożną (grała m.in. w reprezentacji Nigerii w 1991). Później skoncentrowała się na lekkoatletyce, a zwłaszcza na skoku w dal. Pierwszy duży sukces odniosła w 1989, kiedy zdobyła złoty medal mistrzostw Afryki skokiem na odległość 6,53 m. W 1990 na Igrzyskach Wspólnoty Narodów zajęła 4. miejsce w skoku w dal, ale za to zdobyła brązowy medal w sztafecie 4 x 100 m. Na mistrzostwach Afryki tego samego roku zdobyła 2 złote medale (skok w dal, 4 x 100 m) i 1 srebrny (100 m). W 1991 zdobyła złoty medal w skoku w dal na Igrzyskach Afrykańskich. Na początku 1992 u zawodniczki wykryto niedozwolony doping i zdyskwalifikowano ją na 4 lata.
Ajunwa powróciła na skocznię dwa miesiące przez Igrzyskami Olimpijskimi w 1996 w Atlancie. Zdobyła wówczas złoty medal w skoku w dal z wynikiem 7,12 m, pokonując Włoszkę Fionę May i Amerykankę Jackie Joyner-Kersee. Był to pierwszy złoty medal dla Nigeryjki w historii występów tego kraju na Igrzyskach, jak również pierwszy złoty medal w lekkoatletycznych konkurencjach technicznych zdobyty przez reprezentantkę Afryki. Na tych samych Igrzyskach Ajunwa zajęła jeszcze 5. miejsce w sztafecie 4 x 100 m. Zdobyła srebrny medal w skoku w dal podczas Halowych Mistrzostw Świata w Lekkoatletyce (Paryż 1997), latem wystąpiła na mistrzostwach świata, gdzie uzyskała najlepszy wynik (7,01 m) w eliminacjach, ale udany występ w finale uniemożliwiła kontuzja.
W 2002 wycofała się z czynnego uprawiania sportu i została funkcjonariuszką policji nigeryjskiej.

### Rodzina
Jest żoną oficera policji, Howella Chidery, i matką trojaczków. Dzieci – dwaj chłopcy i dziewczynka – przyszły na świat we wrześniu 2012.

## Rekordy życiowe
- Bieg na 100 metrów – 10,84 (1992) były rekord Afryki
- Bieg na 200 metrów – 22,93 (1992)
- Skok w dal – 7,12 (1996) były rekord Afryki
- Bieg na 50 metrów (hala) – 6,04 (1998) rekord Afryki, 4. wynik w historii tej konkurencji na świecie
- Bieg na 60 metrów (hala) – 7,02 (1998) były rekord Afryki
- Skok w dal (hala) – 6,97 (1997) rekord Afryki

## Odznaczenia
- Członek Orderu Nigru[2]